# Kňovice
Kňovice (německy Knowitz) jsou obec v okrese Příbram ve Středočeském kraji, asi 4 km severozápadně od Sedlčan. Žije zde 341 obyvatel.

## Historie
První písemná zmínka o vesnici pochází z roku 1333.
Za druhé světové války se ves stala součástí vojenského cvičiště Zbraní SS Benešov a její obyvatelé se museli 31. října 1943 vystěhovat.

## Obecní správa

### Části obce
- Kňovice (k. ú. Kňovice)
- Kňovičky (k. ú. Kňovice)
- Úsuší (k. ú. Kňovice)

K obci patří také samoty Chýnov a Úsuší.
Sousedními obcemi sídla jsou Nalžovice, Sedlčany, Příčovy, Radíč a Osečany.

### Územněsprávní začlenění
Dějiny územněsprávního začleňování zahrnují období od roku 1850 do současnosti. V chronologickém přehledu je uvedena územně administrativní příslušnost obce v roce, kdy ke změně došlo:
- 1850 země česká, kraj České Budějovice, politický okres Votice, soudní okres Sedlčany[4]
- 1855 země česká, kraj Tábor, soudní okres Sedlčany
- 1868 země česká, politický i soudní okres Sedlčany
- 1939 země česká, Oberlandrat Tábor, politický i soudní okres Sedlčany[5]
- 1942 země česká, Oberlandrat Praha, politický i soudní okres Sedlčany[6]
- 1945 země česká, správní i soudní okres Sedlčany[7]
- 1949 Pražský kraj, okres Sedlčany[8]
- 1960 Středočeský kraj, okres Příbram
- 2003 Středočeský kraj, okres Příbram, obec s rozšířenou působností Sedlčany

## Společnost

### Rok 1932
V roce 1932 (přísl. Kňovičky, Úsuší, 507 obyvatel) zde byly evidovány tyto živnosti a obchody: družstvo pro rozvod elektrické energie v Kňovicích, 2 hostince, kovář, 2 krejčí, obuvník, povozník, pumpař, 12 rolníků, řezník, sedlář, obchod se smíšeným zbožím, 3 trafiky, trhovec, truhlář, velkostatek, zahradnictví, obchod se zemskými plodinami, obchod se zvěřinou a drůbeží.

## Pamětihodnosti
- Původně barokní zámeček z 18. století, přestavěný novogoticky koncem 19. století
- Barokní kaple svatého Josefa u vstupu do zámku

## Doprava

### Dopravní síť
Obcí vede silnice II/119 Dobříš – Sedlčany. Do obce dále vedou silnice III. třídy. Železniční trať ani stanice či zastávka na území obce nejsou.

### Autobusová doprava 2024
Autobusovou dopravu v obci Kňovice zajišťují společnosti Arriva Střední Čechy a ČSAD AUTOBUSY České Budějovice. Obec je součástí Pražské integrované dopravy (PID). V obci se nachází zastávka Kňovice a v Kňovičkách zastávka Kňovice,Kňovičky. V místní části Úsuší se autobusová zastávka nenachází. Obcí procházejí tři autobusové linky: 360, 450 a 486. Linka 360 vede z Prahy ze Smíchovského nádraží a pokračuje ve směru Dobříš, Stará Huť, Mokrovraty, Nový Knín, Sudovice, Korkyně, Chotilsko, Čelina, Nalžovice, Kňovice, Kňovičky a končí v Sedlčanech. Linka 450 spojuje Dobříš se Sedlčany a Milevskem. V současnosti (2024) je tato linka provozována pouze v úseku Sedlčany – Milevsko kvůli uzavírce komunikace v Davli a u Borotic. Linka 486 spojuje Sedlčany, Kňovičky, Kňovice, Nalžovice, Křepenice, Radíč, Osečany a Křečovice. 

## Turistika
Obcí vede cyklotrasa č. 8135 Nová Ves – Příčovy a žlutě značená turistická trasa z Příčov do Hrazan.

## Galerie

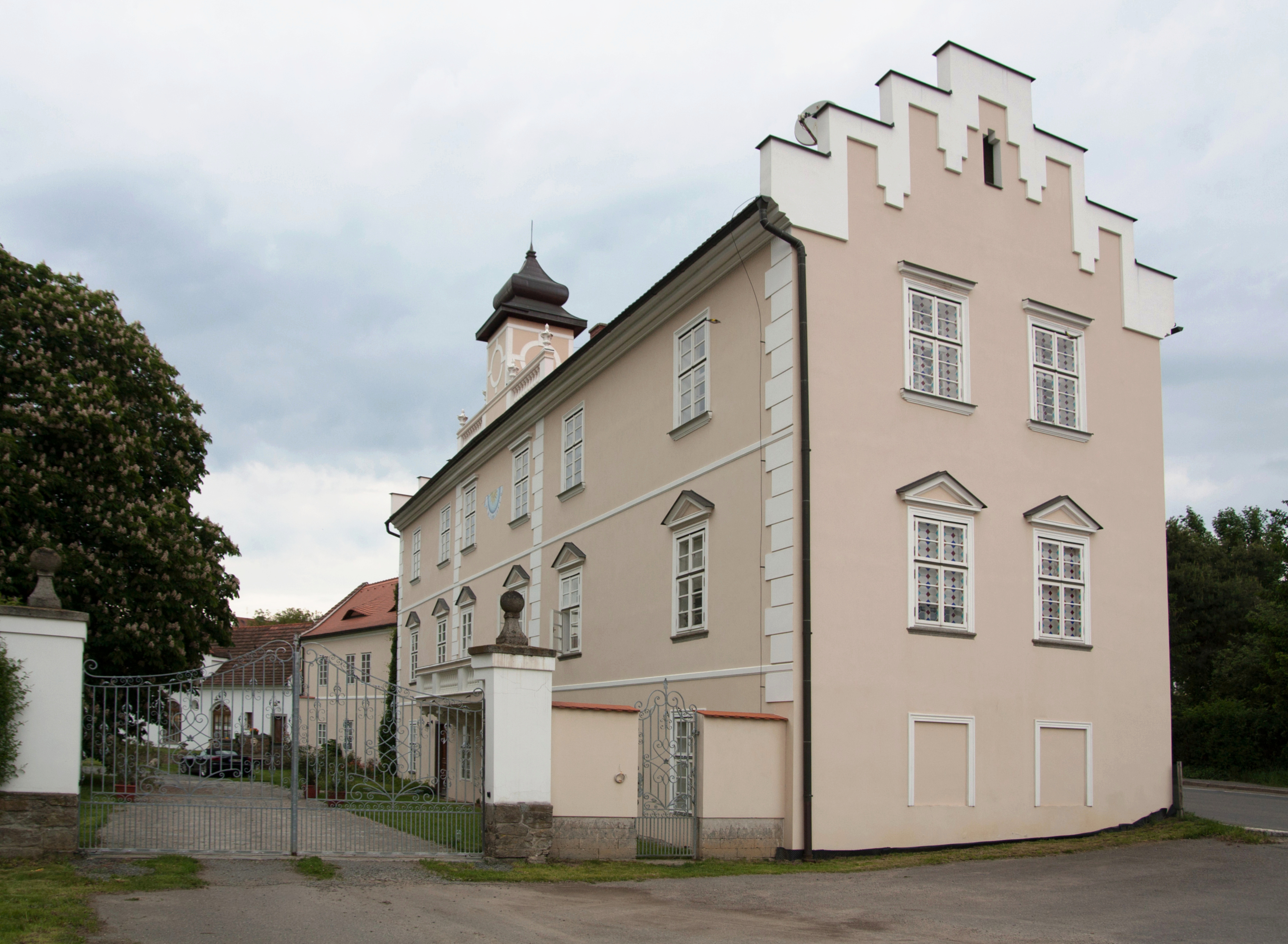
Zámek
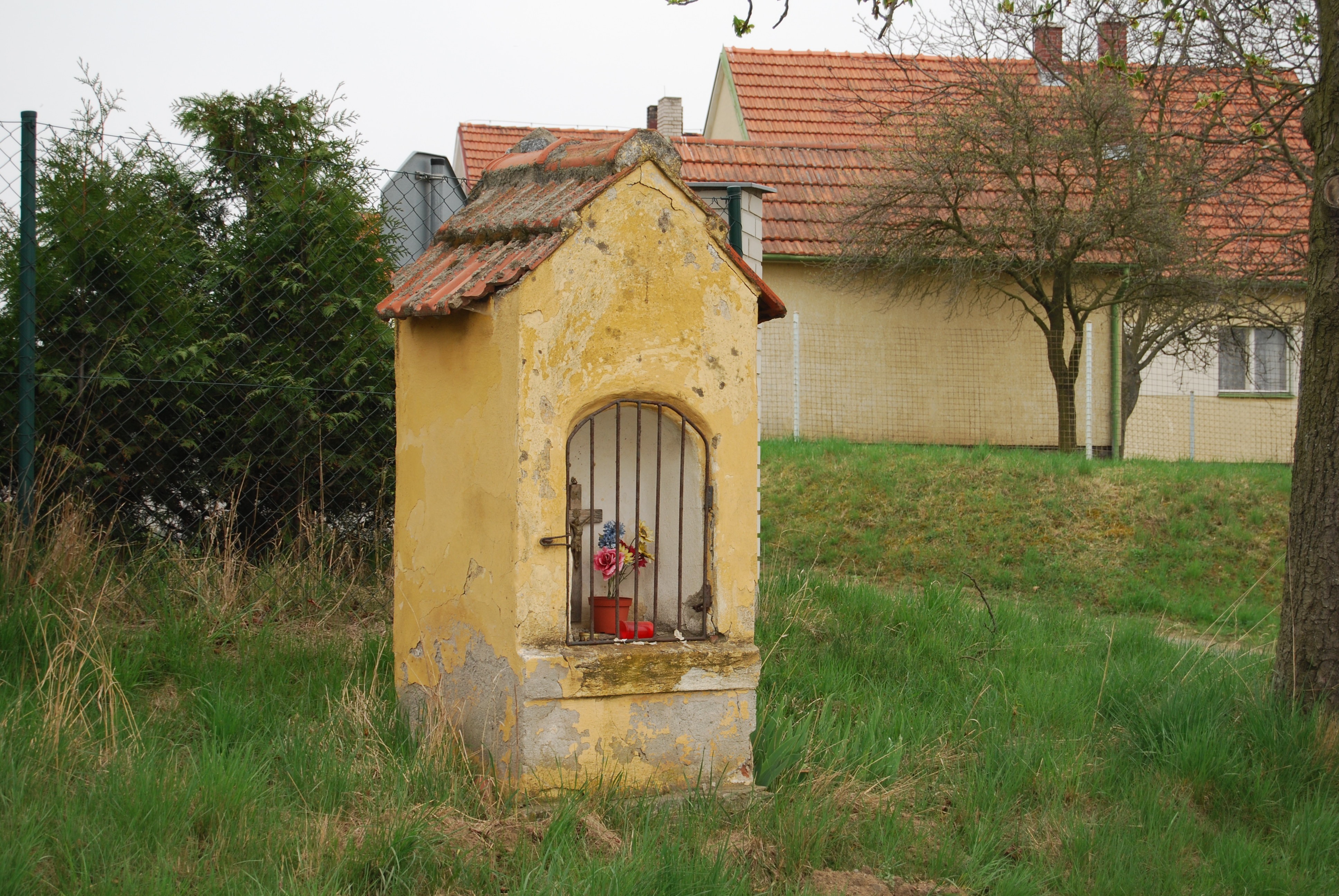
Výklenková kaple
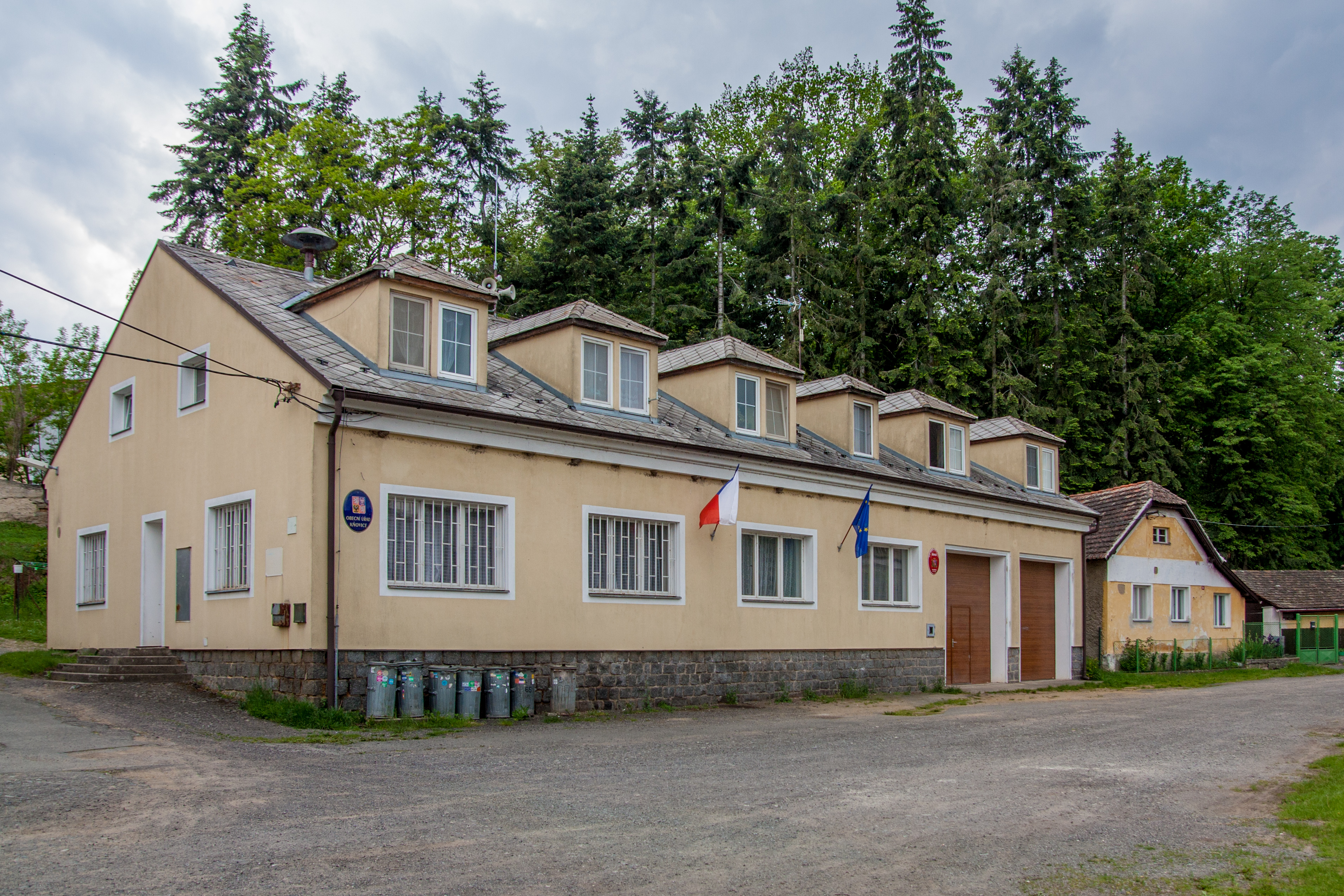
Obecní úřad
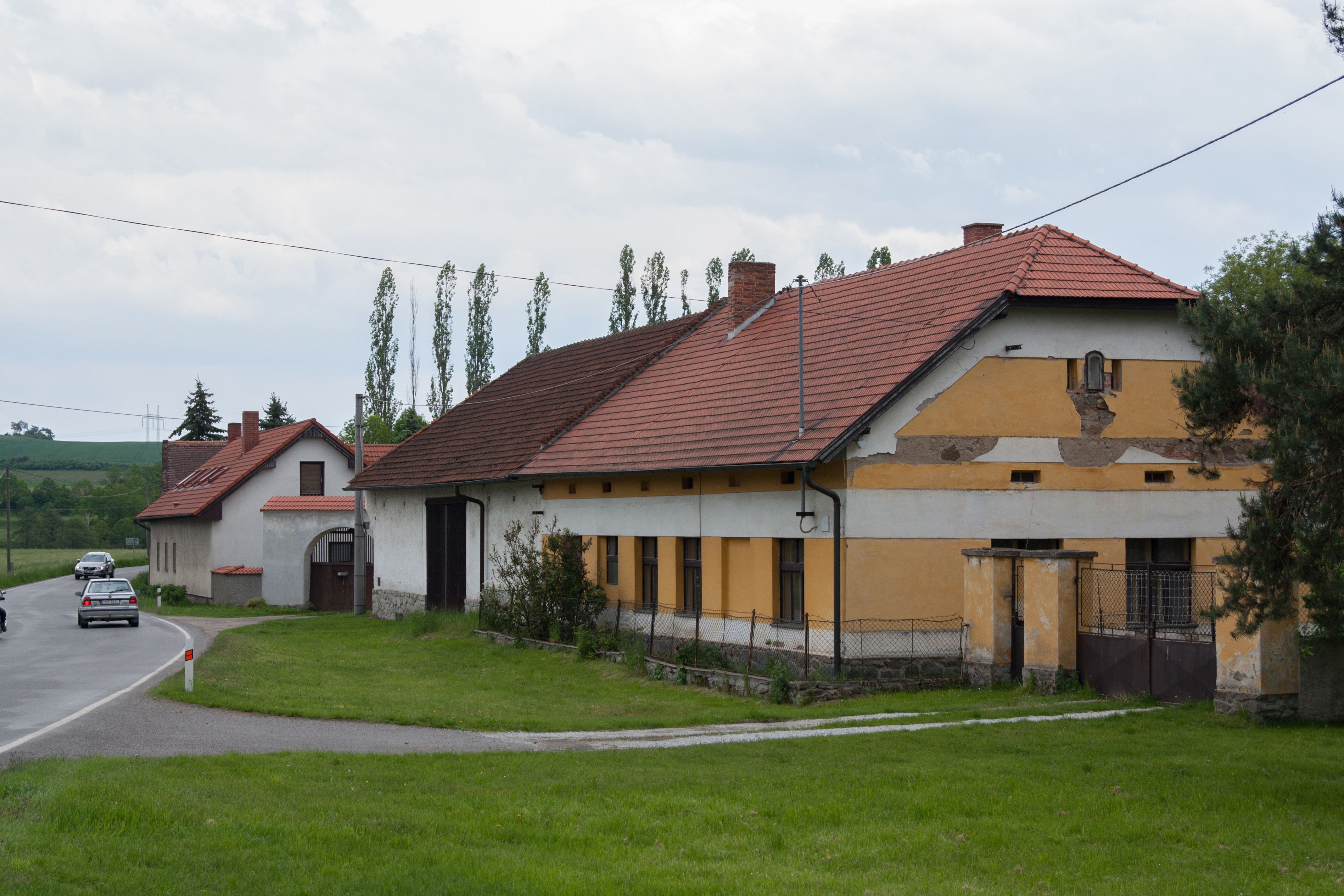
Domy
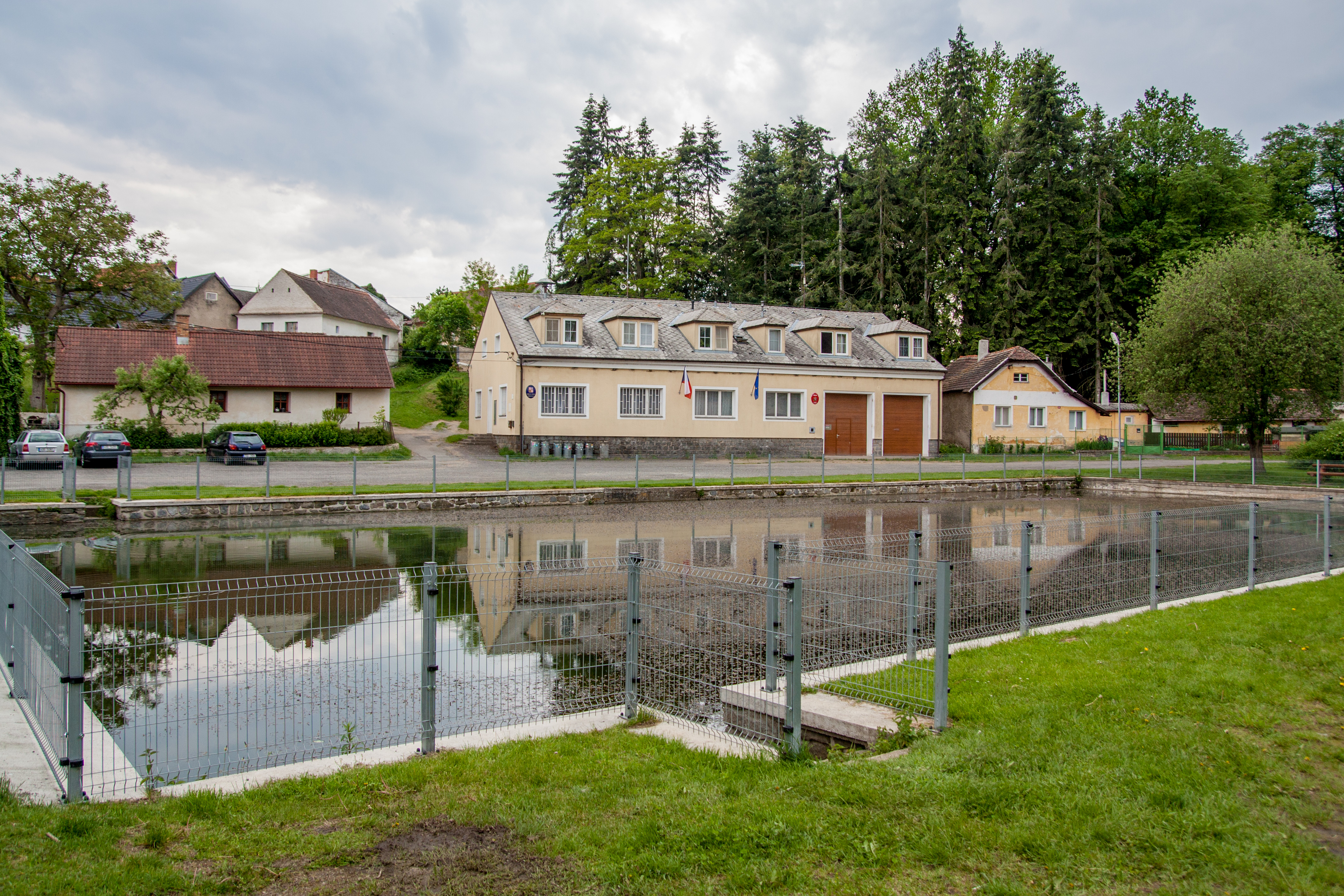
Nádrž v centru